# Джойнт (организация)
«Джойнт» (англ. American Jewish Joint Distribution Committee, сокр. JDC, «Американский еврейский объединённый распределительный комитет»; до 1931 года — «Объединённый распределительный комитет американских фондов помощи евреям, пострадавшим от войны») — крупнейшая еврейская благотворительная организация, созданная в 1914 году. Штаб-квартира находится в Нью-Йорке.
«Джойнт» помогает евреям, находящимся в нужде или опасности, во всех странах за пределами США. К 2014 году представительства «Джойнта» действовали в 70 странах. Основные направления работы: помощь пожилым людям, поддержка семьи и детей, развитие еврейского сообщества, международное развитие.
С 3 января 2024 года президент «Джойнта» Энни Сандлер. Исполнительный директор с 16 июля 2021 года — Ариэль Цванг.
В 2007 году деятельность «Джойнта» отметили Государственной премией Израиля.

## История

### Создание и Первая мировая война
Первым поводом к созданию «Джойнта» стала телеграмма, полученная 31 августа 1914 года в Нью-Йорке Джейкобом Шиффом и Льюисом Маршаллом из Константинополя от посла США в Турции Генри Моргентау. В телеграмме было сказано, что палестинским евреям нужна немедленная помощь в размере 50 тысяч долларов для поддержки семей, чьи кормильцы находятся в армии. Шифф и Маршалл были видными бизнесменами и членами «Американского еврейского комитета», созданного в 1906 году для защиты прав евреев в США. Сумму собрали быстро: 12,5 тысяч дал Шифф, столько же его коллега Натан Штраус и 25 тысяч — «Американский еврейский комитет».
Через несколько месяцев кризисная ситуация сложилась у российских евреев. Командование царской армии выселило полмиллиона евреев из их домов в «черте оседлости», поскольку они оказались в прифронтовой зоне. Сотням тысяч беженцев нужна была немедленная помощь.
4 октября 1914 года лидеры общины ортодоксального иудаизма в США создали «Центральный комитет помощи евреям, пострадавшим от войны» (англ. Central Committee for the Relief of Jews Suffering through the War) во главе с издателем Леоном Камайки.
25 октября 1914 года влиятельные еврейские деятели, главным образом немецкого происхождения, во главе с Феликсом Варбургом, Джейкобом Шиффом и Льюисом Маршаллом создали «Американский еврейский комитет помощи» (англ. The American Jewish Relief Committee ) под председательством Маршалла.
27 ноября 1914 года эти организации объединились (отсюда название «Джойнт» — «объединённый»). В августе 1915 года к ним присоединился «Народный комитет помощи» (англ. People's Relief Committee) под руководством Меера Лондона, основанный еврейскими рабочими организациями.
Первым председателем организации стал Феликс Варбург, известный финансист и филантроп германского происхождения. Во время Первой мировой войны «Джойнт» пересылал деньги через посольство США в Петрограде всероссийскому «Еврейскому комитету помощи жертвам войны» (ЕКОПО), а ЕКОПО распределял эту помощь по своему усмотрению, наряду со средствами, собранными среди российских евреев, полученными от правительства или из иных источников. В Германии «Джойнт» работал с «Еврейским комитетом помощи Польше и Литве» (нем. Das Jüdisches Hilfskomite für Polen und Litauen). До конца 1917 года «Джойнт» перевел в Россию 2 532 000 долларов, 3 000 000 — в зону немецкой оккупации Польши и Литвы, 1 532 300 — в Галицию и 76 000 — в Румынию.
В этот же период помощь направляли евреям Османской империи и турецкой Палестины, пострадавшим в результате военных действий.
Всего за годы Первой мировой войны объём оказанной «Джойнтом» помощи составил 16,4 миллиона долларов США, что в эквиваленте на начало XXI века составило примерно 236 млн долларов. Эта деятельность резко повысила статус американского еврейства в мире и его самооценку.

### Гражданская война в России
Во время гражданской войны в России «Джойнт» оказывал помощь евреям в регионах, находившихся вне контроля большевиков, поскольку переводить деньги в Советскую Россию было невозможно. В 1919 году представитель «Джойнта» Фрэнк Розенблат (англ. Frank Ferdinand Rosenblatt, 1884—1927) привёз и распределил значительные суммы денег, одежды, продовольствия и медикаментов среди германских и австро-венгерских пленных, содержавшихся в лагерях Сибири и Дальнего Востока, а также евреям-беженцам. В начале 1920 года «Джойнт» также принял активное участие в организации возвращения военнопленных, независимо от вероисповедания, домой через порт Владивосток. Также оказывалась помощь евреям, находившимся в зоне польской оккупации в Белоруссии и на Украине.
По окончании Первой мировой войны в 1919 году «Джойнт» открыл своё представительство в Варшаве, где американские специалисты организовывали неотложную, в первую очередь продуктовую, санитарную и медицинскую помощь в Польше. Варшавский офис возглавил Борис Боген (Борис Давидович Каценеленбоген, англ. Boris David Bogen; 1869—1929).
В 1919—1920 годах «Джойнт» израсходовал 22,7 млн долларов на помощь евреям, пострадавшим от погромов в Польше и на Украине.
Во время советско-польской войны, в мае 1920 года, двое сотрудников «Джойнта», врач-фтизиатр Чарльз Спивак (Хаим-Дувид Спиваковский, англ. Charles David Spivak, 1861—1927) и раввин-капеллан, капитан Элкан Вурзангер (англ. Elkan Cohen Voorsanger, 1889—1963), добрались до Киева и передали местной общине четыре вагона с вещами и продуктами первой необходимости, а также 3 млн рублей. 5 июля 1920 два других сотрудника, профессор-арабист Израиль Фридлендер и раввин Бернард Кантор были убиты красноармейцами на въезде в Ярмолинцы со стороны Каменец-Подольского.
В этот же период «Джойнт» оказывал помощь еврейским общинам Венгрии и Чехословакии через местные еврейские комитеты, поскольку при распределении ресурсов, передаваемых «Джойнтом» через Американскую администрацию помощи, евреи подвергались дискриминации.

Всего за первые 5 лет деятельности организация направила на благотворительные цели 38 млн долларов.

### В межвоенный период
С окончания войны «Джойнт» столкнулся с тем, что сотни тысяч евреев в Восточной Европе оказались нуждающимися в помощи. Многие были вынуждены покинуть свои дома, потеряли имущество и средства к существованию.

#### В странах Восточной Европы
«Джойнт» направил в Восточную Европу более 100 своих сотрудников во главе с доктором Борисом Богеном, который открыл отделение в Варшаве в июне 1919 года. В 1920 году Богена назначили руководителем европейского отделения «Джойнта». В первую очередь «Джойнт» начал финансировать здравоохранение и детское обеспечение.
Деньги выделялись на ремонт больниц, приобретение медицинского оборудования и материалов. «Джойнт» стал инициатором создания ряда организаций в Польше и финансировал их. Одной из таких организаций стало созданное в 1921 году «Общество охраны здоровья еврейского населения в Польше» — польский наследник «Общества охраны здоровья еврейского населения», основанного в 1912 году в Санкт-Петербурге («ОЗЕ»). В польском Брест-Литовске для неимущих еврейских семей был построен квартал двухэтажных деревянных домов, получивший название «Колония Варбурга».
Более 200 тысяч еврейских детей в странах Восточной Европы стали сиротами в результате войны. Для ухода за ними и для детей, чьи родители оказались не в состоянии их содержать, JDC создал детские дома, детские сады и летние лагеря. Финансировались питание и медицинская помощь нуждающимся детям. В 1923 году была основана «Федерация по уходу за сиротами в Польше» (CENTOS), которая функционировала до начала Второй мировой войны.
В Чехословакии местный еврейский комитет помощи распределял то, что поставлял «Джойнт». В Венгрии ортодоксы, реформисты и сионисты объединили усилия в оказании помощи в связи с дискриминацией еврейского населения при распределении американской помощи от ARA.
После июля 1921 года «Джойнт» реорганизовал свою работу таким образом, чтобы она была направлена на восстановление самостоятельной деятельности общин и в дальнейшем опору на собственные ресурсы.

#### В Палестине
В Палестине после решения наиболее срочных послевоенных проблем «Джойнт» приступил к осуществлению ряда экономических, социальных и культурных программ.
«Джойнт» создал отдел по исследованию борьбы с малярией, и направил в Палестину медицинский персонал, который стал предтечей будущей медицинской организации «Хадасса». Для ухода за приблизительно 5000 детей, ставших сиротами в результате Первой мировой войны, «Джойнт» учредил «Палестинский комитет по уходу за сиротами», который осуществлял надзор за этими детьми с 1919 до 1929 года, пока они не стали самостоятельными. В области образования JDC поддерживал школы и ешивы, выделил средства для создания Еврейского университета в Иерусалиме.
В 1922 году JDC в сотрудничестве с Еврейским колонизационным обществом обеспечил финансирование сельскохозяйственных проектов в Палестине, в частности, развитие производства цитрусовых. Субсидировали постройку электростанции и создали фонд для выдачи мелких кредитов на развитие бизнеса. «Джойнт» потратил в Палестине более 8 миллионов долларов США в течение 1914—1932 годов.

#### В Советской России и СССР
По первому соглашению, заключённому с советским правительством в июне 1920 года, «Джойнт» обязали сотрудничать с контролируемым большевиками «Еврейским общественным комитетом» (Евобщестком). Представитель «Джойнта» социолог, доктор Фрэнк Розенблатт 30 октября 1920 года выступил на заседании пленума «Евобщесткома». Он рассказал об истории «Джойнта», основных направлениях работы, основных вкладчиках. Он объяснил, что идея оказания помощи жертвам погромов была очень популярна среди еврейского населения Америки. «Джойнт» предлагал сконцентрироваться не просто на филантропии, а на адресной социально направленной помощи, в том числе спонсировании образовательных и медицинских проектов. Организация помогала московским театрам ГОСЕТ и «Габима»
Борьба с голодом, помощь пострадавшим от погромов и неимущим
9 ноября 1920 года Розенблатт сообщил Евобщесткому, что на помощь пострадавшим от погромов евреям России выделено 500 тысяч долларов. Из них 100 тысяч уже переданы в распоряжение самого Розеблата и столько же — в распоряжение Евобщесткома. Средства расходовалась на закупку необходимых вещей, лекарств, продуктов и стройматериалов для пострадавших от погромов.
Голод, разразившийся в Поволжье и Восточной Украине, позволил «Джойнту» действовать самостоятельнее в составе «Американской администрации помощи» (ARA, 1921—1923), в которую он пожертвовал до 4 млн долларов. В середине июля 1922 года «Джойнт» кормил только на Украине 800 тысяч детей ежедневно. В пик голода «Джойнт» кормил до 2 млн человек на Украине и в Белоруссии. «Евобщестком», при содействии «Джойнта», в 1922 году оказывал помощь 132 тысячам детям в детских домах, школах, детских садах, больницах, поликлиниках. К середине 1923 года только в белорусском представительстве «Джойнта» работало 16 сотрудников.
Переход от филантропии к поддержке экономической деятельности
Затем «Джойнт» занялся «реабилитационной» помощью с целью превратить зависящее от помощи население в самодеятельное. В 1923 году он привёз на Украину американские трактора, с помощью которых восстанавливали разорённые войной и погромами еврейские сельскохозяйственные колонии, а также вспахивали земли их нееврейских соседей. Успех этой программы вдохновил директора российского отделения «Джойнта», американского агронома, меньшевика Джозефа (Иосифа Борисовича) Розена (англ. Joseph A. Rosen, 1877—1949), на выдвижение амбициозного плана превращения в крестьян сотен тысяч обнищавших местечковых евреев. В 1924 году между «Джойнтом» и советским правительством был подписан договор о создании корпорации «Агро-Джойнт» (American Jewish Joint Agricultural Corporation), которая взялась за аграризацию евреев, в то время как государство в лице «Комитета по земельному устройству трудящихся евреев» (КОМЗЕТ) безвозмездно предоставляло переселенцам земли в Крыму и на Украине, налоговые и другие льготы. Для содействия проекту в СССР была создана организация ОЗЕТ («Общество землеустройства еврейских трудящихся»). Для финансового обеспечения проекта в 1928 году «Джойнтом» было создано акционерное «Американское общество по устройству еврейских ферм» (The American Society for Jewish Farm Settlements in Russia) под председательством адвоката и художника Джеймса Розенберга, (1874—1970) и с Джулиусом Розенвальдом в качестве главного инвестора. Собранные обществом средства позволили продолжать работу в СССР даже во время Великой депрессии, когда деятельность «Джойнта» в других странах почти прекратилась.
Из Америки в еврейские колонии завозилась современная сельскохозяйственная техника, высокоурожайное посевное зерно, племенной скот. Агрономы «Агро-Джойнта» опекали колонистов и обучали их передовым методам ведения сельского хозяйства. В Джанкое «Агро-Джойнт» построил и оснастил завод по ремонту сельскохозяйственной техники. За время своей деятельности «Агро-Джойнт» оказал помощь в переселении на землю более чем 150 тыс. евреям, основав или укрепив более 250 поселений, израсходовав 16 млн долларов, не считая выдачи долгосрочных кредитов. В 1930-е годы коллективизация и ликвидация безработицы в городах привели к оттоку молодёжи в города и сокращению численности евреев-крестьян.
«Агро-Джойнт» оказывал помощь и городскому еврейскому населению, поддерживая ссудно-кредитные кассы (370 касс существовало в 1927 году), производственные кооперативы, медицинские учреждения, профессионально-технические школы. Финансирование подготовки кадров для промышленности «Агро-Джойнтом» усилилась в годы первых пятилеток. До 1929 года некоторая часть его бюджета тратилась также на поддержку независимых еврейских организаций социальной помощи, еврейской культуры и подпольной религиозной деятельности.
«Агро-Джойнт» работал в СССР до 1938 года. Из 14 000 еврейских семей, поселённых на земле за годы этого проекта, часть после организации колхозов к 1938 году вернулась в города, а большинство оставшихся было убито в ходе Холокоста.
Некоторая часть американской помощи — одежда, питание, машины, оборудование, технологии, обучение передовым методам сельского хозяйства и т. п. — распространялась и среди неевреев, что способствовало прогрессу советской экономики, здравоохранения, образования, культуры, а также снижению уровня антисемитизма в советском обществе.
В частности, Эммануил Иоффе и Беньямин Мельцер в монографии «Джойнт в Беларуси» пишут, что помощь от «Джойнта» получали такие деятели белорусской культуры и науки как Янка Купала, Якуб Колас, Владимир Пичета и множество других.

### Помощь жертвам нацистских преследований
С момента прихода к власти в Германии национал-социалистов в 1933 году «Джойнт» оказывал поддержку еврейским общинам этой страны, а в последующем помогал десяткам тысяч немецких, австрийских и чешских евреев бежать от нацистских преследований в другие страны. Европейскую штаб-квартиру «Джойнта» перевели из Берлина в Париж, а после оккупации последнего — в Лиссабон. В 1939 году «Джойнт» помог более чем 100 000 беженцев эмигрировать из Германии. В 1940 году «Джойнт» помогал беженцам в более чем в 40 странах Восточной и Западной Европы, Азии и Латинской Америки.
С началом Второй мировой войны «Джойнт», вместе с организациями HICEM и Emigdirect, содействовал эмиграции еврейских беженцев из Европы. В ряде стран Западной Европы «Джойнт» организовал сельскохозяйственные школы для подготовки будущих поселенцев к жизни в Палестине.
В 1941 году «Джойнт», по договорённости с НКВД, участвовал в отправке польских евреев-беженцев из Литвы в Палестину и Японию через советскую территорию.
До вступления США в войну в декабре 1941 года помощь официально оказывалась евреям территорий, оккупированных Германией, включая гетто Польши. 300 тысяч долларов США удалось передать еврейскому подполью в Польше в 1943—1944 годах. В эти же годы «Джойнт» через Международный Красный Крест оказывал помощь евреям, находившимся в гетто Транснистрии, находившейся под румынской оккупацией. В 1944 году директор швейцарского отделения «Джойнта» Салли Майер, при посредничестве Рудольфа Кастнера, участвовал в выкупе у нацистов трёх поездов с 3344 венгерскими евреями.
Лора Марголис — единственная работавшая за границей женщина-представитель комитета — в 1939 году помогала беженцам из Германии попасть на Кубу. С мая 1941 года она работала в Шанхае, привлекая фонды для помощи беженцам. В начале 1942 года она была интернирована японцами и вернулась в США в результате операции по обмену военнопленными. Помощь беженцам в Шанхае оказывалась также в 1945 году.
По соглашению, заключённому между СССР и польским правительством в изгнании 30 июля 1941 года, в годы войны «Джойнт», из своего офиса в Тегеране, отправлял тысячи продуктовых и вещевых посылок польским евреям, высланным в Среднюю Азию. В 1943 году «Джойнт» дополнительно договорился о поставке в СССР продуктов, одежды и других товаров, которые должны были распределяться советским Обществом Красного Креста без различия национальности или конфессии, в районах с повышенной концентрацией евреев. Как оказалась, эта помощь практически до евреев не доходила. В 1946—1947 годах «Джойнт» поставил значительное количество пенициллина и медицинского оборудования для советских больниц. Общий объём поставок в 1944—1947 годы превысил 2 миллиона долларов США.
По окончании войны по соглашению с председателем исполнительного комитета Еврейского агентства Давидом Бен-Гурионом «Джойнт» взял на себя заботу о евреях, переживших Холокост и находившихся в лагерях для перемещённых лиц, а также финансировал легальную и нелегальную еврейскую эмиграцию из Европы, в том числе в Палестину. Между 1945 и 1950 годами 420 тысяч человек в Европе стали получателями помощи «Джойнта». Всего в 1945—1952 годах «Джойнт» истратил 342 млн долларов на нужды жертв Катастрофы. Эта помощь включала репатриацию польских и румынских евреев из СССР, устройство их на новых местах, а также дальнейшую эмиграцию. Специальное внимание оказывалось любавичским хасидам, многие из которых прибыли в Польшу по фальшивым документам.
Кроме помощи беженцам, по призыву советского «Еврейского антифашистского комитета» «Джойнт» организовал сбор средств в пользу СССР. 16 июля 1943 года «Правда» сообщила: «Соломон Михоэлс и Ицик Фефер получили сообщение из Чикаго, что специальная конференция „Джойнта“ начала кампанию, чтобы финансировать тысячу санитарных машин для потребностей Красной Армии». На собранные «Джойнтом» деньги были приобретены 1000 самолётов, 500 танков, отправлены в СССР два парохода с вещами, медикаментами и продуктами.

### В послевоенные годы
По окончании войны представительства «Джойнта» открыли во всех восточноевропейских странах, кроме СССР. Они проработали до 1950 года. Существенная часть помощи «Джойнта» направляли на помощь репатриантам в Израиле. Со времени основания и до конца 1980 года «Джойнт» израсходовал 1,3 миллиарда долларов США на помощь еврейскому населению во всем мире. Из этой суммы свыше 300 миллионов израсходовали на деятельность «Джойнта» в Израиле.

#### В СССР и Восточной Европе
С конца войны до 1948 года «Джойнт» сам отправлял посылки религиозным общинам и частным лицам в СССР. В последующие годы в связи с преследованиями советских властей он был вынужден делать это в обстановке полной секретности, прибегая к услугам посредников, чтобы не ставить под удар получателей помощи.
Посылочная программа для евреев Восточной Европы, включая СССР, существовавшая сорок лет, с 1951 года, имела кодовое название «Транзитная помощь» (Releif-in-Transit), поскольку «Джойнт» рассматривал евреев Восточной Европы как «перемёщенных лиц», которые вынужденно находятся в странах своего проживания, но уехали бы, если бы только могли. Репарации, полученные международными еврейскими организациями от Германии, использовались для оплаты программы RIT. Программа осуществлялась в сотрудничестве с израильской правительственной организацией «Натив», деятельность которой была направлена на эмиграцию советских и восточноевропейских евреев в Израиль.
В 1963 году в СССР ежемесячно отсылалось по 1000 посылок — вещевых (верхняя одежда и обувь) и содержащих предметы религиозного культа. Посылки получали семьи «узников Сиона», «отказники» и активисты борьбы за эмиграцию, еврейские религиозные деятели, нуждающиеся семьи. Совершенствуя программу под руководством исполнительного директора Ральфа Гольдмана (англ. Ralph I. Goldman), «Джойнт» довел её «производительность» до 84 тысяч посылок в год.
После Второй мировой войны «Джойнт» активно работал в странах Восточной Европы, помогая пострадавшим и содействуя восстановлению еврейских общин. Однако в результате прихода к власти коммунистических правительств работа «Джойнта» в этих странах была запрещена. После Шестидневной войны из восточноевропейских стран «Джойнт» официально работал только в Румынии, куда его пригласили стараниями главного раввина страны Мозеса Розена, председателя Центрального государственного совета евреев Румынии (FedRom). На средства «Джойнта» FedRom организовал продуктовую, вещевую и медицинскую помощь быстро стареющей из-за постоянного оттока молодёжи в Израиль румынской общине. Были организованы кошерные столовые, оснащены несколько домов престарелых. В 1970-е годы коммунистический режим Чаушеску потребовал от Израиля выкуп за каждого уезжающего из Румынии еврея. Финансирование сделок осуществлял «Джойнт».
Когда в 1970-е годы часть евреев, покидавших СССР по израильским приглашениям, стала выражать желание следовать на Запад («проблема отсева»), «Джойнт» помогал их расселению в США, а также взял на себя часть хлопот по их обслуживанию в перевалочных лагерях Италии: Остии и Ладисполи.

#### В Израиле
После создания Израиля 30 % средств «Джойнта» было направлено на помощь репатриантам, бедным и пожилым израильтянам.
В 1970-е годы «Джойнт» финансировал и осуществлял программу «Эшел» по строительству домов для престарелых, обеспечению геронтологических отделений больниц и подготовке социальных работников. В частности, «Джойнт» создал Высшую школу социальных работников Пола Бэрвальда при Еврейском университете в Иерусалиме и Институт Брукдейла, занявшийся исследованиями в области охраны здоровья.
В этот же период совместно с министерством здравоохранения и Университетом имени Бен-Гуриона начал осуществляться «проект Негев» по оказанию медицинской помощи бедным израильтянам на юге страны. Он был продолжен в 1980-е годы, был открыт ряд медицинских учреждений в Беер-Шеве и других городах, а также в посёлках бедуинов. В дальнейшем продолжалось финансирование программ подготовки социальных работников, например, в Хайфе и Тель-Авиве.
В 1980-е — 1990-е годы осуществлялась специальная программа помощи пожилым израильтянам. Их селили в домах, где были созданы специальные условия и технические усовершенствования, облегчающие жизнь старикам. В Израиле было создано 18 районов с таким поселением, где сотрудники «Джойнта» и добровольцы дополнительно заботятся о транспорте, досуге и медицинской помощи пожилым.

В дальнейшем «Джойнтом» разрабатывались и осуществлялись программы помощи подросткам из бедных семей, образовательные программы для новых репатриантов из стран бывшего СССР и Эфиопии и спонсировалось создание центров малого бизнеса для вновь прибывших в страну предпринимателей.

#### В других регионах
После Второй мировой войны «Джойнт» инвестировал крупные суммы в помощь еврейским общинам Европы. С помощью средств, полученных от Германии, «Джойнт» восстанавливал синагоги, больницы, школы и общинные центры во Франции, Италии, Бельгии, Голландии и других странах. В 1949 году «Джойнт» основал Школу социальных работников имени Пола Бэрвальда в Париже, чтобы помочь оставшимся в живых евреям вернуться к нормальной жизни. В 1950—1960-е годы «Джойнт» помогал французской еврейской общине интегрировать более 100 тысяч еврейских иммигрантов из Марокко, Туниса и Алжира.
В 1980-е годы «Джойнт» сыграл значительную роль в организации помощи и эвакуации в Израиль евреев Эфиопии. Он организовал благотворительную акцию «Саад». В рамках этой акции американские евреи отправляли посылки и денежные переводы в Эфиопию местным евреям. «Джойнт» финансировал две операции по вывозу эфиопских евреев в Израиль — операцию «Моисей» и операцию «Соломон».

### «Джойнт» и коммунистические репрессии
Работа «Джойнта» в Советской России с самого начала проходила в обстановке недоверия и подозрительности со стороны партийных и советских органов, под постоянным надзором ОГПУ-НКВД. В 1930-е годы враждебность к «Агро-Джойнту», как к единственной иностранной организации, осведомлённой о действительном положении советской деревни, усилилась. В 1938 году «Агро-Джойнт» был вынужден прекратить свою работу в СССР. При этом многие его ответственные работники подверглись репрессиям, в том числе заместители Розена — Самуил Ефимович Любарский (1878—1938) и Иезекииль Абрамович Гроер (1896—1938) — были расстреляны как шпионы. Всего было репрессировано не менее 30 советских граждан — сотрудников «Агро-Джойнта». Большинство из них были расстреляны в конце 1930-х годов.
В конце 1949 — начале 1950-х годов «Джойнт» был изгнан из всех стран Восточного блока (кроме Румынии), в которых успел открыть отделения после войны. На процессе Рудольфа Сланского в ноябре 1952 года в Чехословакии «Джойнт» обвинялся в шпионаже, диверсиях, нелегальных валютных операциях, спекуляции и контрабанде под видом благотворительной деятельности. В шпионаже «Джойнт» обвинили также в Польше и Венгрии.
В 1953 году во время антисемитских репрессий в СССР в рамках «Дела врачей» так называемые «врачи-вредители» были привлечены к ответственности как «агенты международной сионистской организации „Джойнт“». В официальном заявлении ТАСС было сказано:

Большинство участников террористической группы (Вовси М. С., Коган Б. Б., Фельдман А. И., Гринштейн А. М., Этингер Я. Г. и другие) были связаны с международной еврейской буржуазно-националистической организацией «Джойнт», созданной американской разведкой якобы для оказания материальной помощи евреям в других странах. На самом же деле эта организация проводит под руководством американской разведки широкую шпионскую, террористическую и иную подрывную деятельность в ряде стран, в том числе и Советском Союзе. Арестованный Вовси заявил следствию, что он получил директиву «об истреблении руководящих кадров СССР» из США от организации «Джойнт» через врача в Москве Шимелиовича и известного еврейского буржуазного националиста Михоэлса.

Михаэль Бейзер пишет, что несмотря на официальное признание «дела врачей» сфабрикованным, в России многие по-прежнему верят, что «Джойнт» является разведывательной организацией.
В дальнейшем «Джойнт» неоднократно становился объектом пропагандистских нападок, а 16 августа 1967 года в Праге был убит Чарльз Джордан, вице-председатель «Джойнта» и председатель «Американского совета общинных организаций по оказанию помощи зарубежным странам». Гибель Джордана осталась нерасследованной. Предполагается, что он стал жертвой агентов коммунистических спецслужб или арабских террористов. Журналисты Дан Равив и Йоси Мельман считают, что убийцы Джордана по ошибке приняли его за израильского разведчика и сотрудника «Натива» Шайке Дана. Том Шахтман пишет, что впоследствии перебежчик из чехословацкой разведки в США сообщил о том, что Джордана убили египтяне, а чехословацкие власти это скрыли, те же сведения были получены из румынской разведки.

## В настоящее время
Существует 4 основные направления, в рамках которых реализуются благотворительные программы «Джойнта»:
- Помощь пожилым.
- Поддержка семьи и детей.
- Развитие еврейского сообщества.
- Международное развитие.

Указанные направления общие для всего мира, но в каждом регионе программы имеют свои особенности, примеры программ в основном даны по региону СНГ.

### Помощь пожилым
В результате экономических реформ в странах СНГ десятки тысяч благополучных пенсионеров-евреев перешли в разряд остро нуждающихся. Базой для оказания им социальной помощи стала сеть созданных «Джойнтом» центров социальной помощи — «хеседов», первый из которых (в Санкт-Петербурге) был открыт в 1993 году. 240 тысяч подопечных хеседов, пожилые и нуждающиеся, получили различные виды помощи — продуктовые пакеты, одежду и обувь, денежные пособия, медицинское и реабилитационное оборудование.
В рамках направления помощи пожилым реализуются следующие программы:
- Уход на дому. В рамках этой программы оказывается патронажная помощь пожилым людям, которым трудно обслуживать себя, особенно одиноким и больным[56].
- Программы питания. Для малообеспеченных пожилых людей, которым не хватает денег на полноценное питание, реализуется ряд программ: от бесплатных обедов в столовых хеседов до доставки горячего питания на дом и регулярной отправки специальных продовольственных наборов[57].
- Медицинские программы. Пожилые люди часто страдают различными заболеваниями и не всегда в состоянии оплачивать качественное лечение. Для решения этой проблемы существует множество программ, в частности финансирование покупки лекарств, бесплатный прокат реабилитационного оборудования, специализированные программы коррекции зрения, лечения диабета и т. д.[58]
- Программа «Экстренная помощь» — используется при чрезвычайных ситуациях, например при оплате малоимущим дорогостоящего лечения или ремонта после пожара[59].
- Программы по подготовке к зиме. В рамках программы «Зимняя помощь» приобретается теплая одежда, обувь и другие вещи, для живущих в сельской местности — топливо. В рамках программы «Генеральная уборка. Мытье и заклейка окон» при наличии финансовых возможностей оказываются соответствующие услуги[60].
- Клубные программы. Хесед часто является единственным местом общения пожилых одиноких людей. Поэтому для них организуют библиотеки, кружки по интересам, курсы иностранных языков, исторические и религиозные лектории и многое другое, что позволяет людям общаться и проводить досуг[61].
- Программа «Бикур Холим» — это посещение и поддержка тяжело больных людей. Кроме того, волонтёры этой программы консультируют родственников умерших по вопросам, связанным с еврейскими традициями в вопросах смерти, погребения и траура[62].

Летом 2010 года в условиях аномальной жары в России «Джойнт» с помощью волонтёров оказал помощь пожилым евреям Москвы, страдающим от высокой температуры и задымления.
В начале марта 2022 года после вторжения России на Украину фонд Клаймс Конференс заявил о срочном выделении около 47 млн долларов для помощи 10 000 пережившим Холокост, которые проживают в Украине. Помощь оказывалась через службу помощи пожилым людям «Хэсед» при «Джойнте». За март и апрель 2022 года с помощью «Джойнта» из Украины в Германию было эвакуировано 78 немощных стариков, переживших Холокост.

### Поддержка семьи и детей
Экономические проблемы в России и странах СНГ привели к тому, что многие дети из еврейских семей оказались в группах риска. Для помощи таким детям в 2002 году была начата программа «Детская инициатива». Особое внимание уделяется интеграции детей со специальными потребностями.
В рамках направления поддержки семьи и детей действуют:
- Еврейская семейная служба — осуществляет социальную поддержку путём комплексного подхода к работе с семьёй[66].
- Программы материальной помощи.
- Программа «Детский SOS».
- Интеграция детей со специальными потребностями.

Кроме этого, в ряде городов России осуществляются локальные проекты в рамках этого же направления. Например, в Брянске действует проект комплексного общинного центра для детей и семей группы риска.

### Развитие еврейского сообщества
Возрождение еврейской культурной и религиозной жизни в странах СНГ, подорванной десятилетиями советской власти, осуществляется через образованную с помощью «Джойнта» сеть из 170 общинных центров. «Джойнт» также помог общинам в реституции и ремонте бывших синагог, в формировании общинных библиотек, в развитии исследований в области иудаики, в подготовке еврейских лидеров и социальных работников.
Особое внимание уделяется молодёжи. По всему миру действует сеть семейных, детских и молодёжных лагерей, проводятся специальные школы и курсы по общему и профессиональному развитию. В Москве действуют, в частности, «Еврейский культурный центр на Никитской», открытый в 2001 году в бывшем доме князя Шаховского, и программа для еврейских молодых лидеров «Кнафаим», открытая в 2011 году.
В рамках направления развития еврейского сообщества в одной только России действует несколько десятков благотворительных программ. В Беларуси «Джойнт» является спонсором Союза белорусских еврейских общественных объединений и общин, включающего более 160 различных организаций.

### Международное развитие
Часто «Джойнт» оказывает помощь людям в различных странах мира, независимо от национальности. Так, в 1970—1980-х годах функционировала программа «Открытый почтовый ящик», в рамках которой оказывалась помощь беженцам из Камбоджи. Эта программа была использована для оказания помощи жертвам землетрясения в Мексике в сентябре 1985 года, пострадавшим от извержения вулкана в Чили в декабре 1985 года. С 1986 года «Джойнт» участвует в государственных проектах США по оказанию помощи ряду африканских стран, например, в строительстве больниц и поликлиник, в которых в основном работают израильские специалисты.
В 2004 году «Джойнт» принимал участие в оказании помощи жертвам теракта в Беслане. Помощь оказывалась также жертвам гражданской войны на территории бывшей Югославии.
В начале 2005 года «Джойнт» оказал помощь шри-ланкийскому Движению Сарводайя Шрамадана. В частности, 2000 школьников из пострадавшего от цунами района Галле получили в подарок школьные комплекты: ранец, ботинки, носки, тетради, канцелярские товары и пакеты для личной гигиены — на общую сумму 50 тыс. долларов.
В 2008 году «Джойнт» оказал срочную чрезвычайную помощь жертвам российско-грузинской войны. Беженцам была доставлена гуманитарная помощь, евреям помогали с переселением в другие районы Грузии и России за пределами зоны конфликта.
В Гаити после произошедшего там землетрясения «Джойнт» обеспечивал продовольствием более 2000 беспризорных и детей с недостаточным питанием. Также «Джойнт» обеспечил чистой питьевой водой сотни тысяч гаитян, живущих в палаточных лагерях. Кроме того, «Джойнт» обучал гаитянских строителей и создавал школы для детей в лагерях беженцев.
В рамках направления международного развития действует постоянная программа «Женское здоровье». Она реализуется в Израиле, Палестинской автономии, Украине, Чехии, Венгрии, Боснии и Герцеговине. В России с 2007 года в рамках этой программы «Джойнт» в партнёрстве с фондом Susan G. Komen for the Cure ведёт работу, нацеленную на раннюю диагностику онкологических заболеваний молочной железы и улучшение положения женщин с этими заболеваниями.

### Бюджет
Основную часть средств «Джойнт» получает в качестве пожертвований от евреев и еврейских организаций США. Кроме этих средств, «Джойнт» распределяет фонды, выделяемые для евреев СНГ и стран Восточной Европы организациями Конференция по материальным претензиям евреев к Германии, Международная комиссия по претензиям к страховым компаниям за годы Холокоста, а также средства, выделенные швейцарскими банками, целевые пожертвования еврейских федераций США, частных лиц и фондов.
В 2006 году суммарный бюджет «Джойнта» составил 320 410 019 долларов США. Он был распределён следующим образом:
- Израиль — 140 616 535
- Украина — 41 421 785
- Россия — 38 600 560
- Аргентина — 11 437 335
- Страны Средней Азии — 10 750 313
- Венгрия — 6 763 640
- Беларусь — 5 569 374
- Румыния — 5 052 740
- Марокко — 4 069 578
- Молдова — 3 832 942
- Польша −3 146 253
- Эфиопия — 1 837 607
- Прочие — 21 453 858
- Институт Брукдэйл (JDC Brookdale Institute, Иерусалим) — 5 713 521
- Не евреям (non-sectarian) — 5 841 678
- Администрация — 14 302 300

48,1 % всего бюджета «Джойнта» было потрачено на Израиль, 34,1 % на СНГ (без Прибалтики), 6,6 % на Центральную и Восточную Европу (без Прибалтики), 4,2 % — на Латинскую Америку. 24,8 % бюджета составляет программа помощи престарелым.
Согласно отчёту за 2008 год, подавляющую часть собственных средств «Джойнта» составляют благотворительные взносы.
| Источники средств                           | Суммы, тыс. долларов |
| ------------------------------------------- | -------------------- |
| Взносы                                      | 166 306,202          |
| Поступления от еврейских общин              | 78 391,445           |
| Прочие доходы (прибыль от курсовой разницы) | 924,183              |
| Актуарные убытки по рентным обязательствам  | −438,457             |
| Доходы от инвестиций                        | −93 855,739          |
| Всего                                       | 151 327,634          |

Штатный состав сотрудников на конец 2008 года — 747 человек.

### Регионы
Деятельность JDC осуществляется в десятках стран, объединённых по регионам: Африка, Азия, Латинская Америка и Европа. Отдельными регионами выделены Израиль и страны бывшего СССР.
Деятельность в Азии и Африке ведётся с 1940 года. На африканском континенте и в азиатском регионе проживает немного евреев, основные усилия «Джойнта» сосредоточены на помощи общинам Туниса, Марокко, Эфиопии, Турции, Индии и Китая.
В Латинской Америке «Джойнт» начал работу в период Второй мировой войны. Здесь существуют довольно сильные еврейские общины. Однако ряд потрясений и экономических кризисов потребовали помощи и внимания «Джойнта» к евреям этого региона, особенно в Аргентине и Уругвае.
Небольшой географически европейский регион является сосредоточением ряда крупных программ «Джойнта», в первую очередь для евреев Центральной и Восточной Европы, в частности помощь бедным и особенно семьям, переживших Холокост.
Израиль является предметом особой заботы «Джойнта». Евреи США, жертвующие деньги на благотворительные программы, видят в помощи бедным израильтянам особую важную миссию. Поэтому в Израиль направляется существенная часть бюджета «Джойнта», программы реализуются совместно с правительством Израиля. В рамках помощи пожилым в сотрудничестве с Фондом Гликмана продолжается осуществление программы «Эшел». В 2007 году правительство наградило «Джойнт» Государственной премией Израиля
Страны бывшего СССР, куда «Джойнт» вернулся в 1988 году после полувекового отсутствия, представляют собой большую гуманитарную проблему для организации.
В 1988 году советское правительство пригласило «Джойнт» возобновить свою работу в СССР. В Иерусалиме был создан российский отдел «Джойнта» (с 1991 года — «Отдел СНГ») под руководством Ашера Острина (англ. Asher Ostrin). Представительства «Джойнта» открылись в 16 крупнейших еврейских центрах СНГ, в частности в 1991 году открылось представительство в Минске.
В это время «Джойнт» сосредоточился на двух главных направлениях: социальная помощь и возрождение еврейской жизни. Ежегодно на эти цели тратились и тратятся десятки миллионов долларов. В дальнейшем появились и другие программы.

### Критика
«Джойнт» критикуют за излишнюю бюрократизацию и вмешательство в деятельность спонсируемых организаций. Так, в 2007 году ряд лидеров еврейских организаций Санкт-Петербурга высказал недовольство политикой «Джойнта». Директор местного «Хеседа» Леонид Колтон говорил, что «большая часть рабочего времени уходит не на работу с клиентами, а на заполнение различных отчётов и других бумаг». Директор российских программ Американской всемирной еврейской службы Мартин Хорвиц утверждал, что руководители «Джойнта» «в высшей степени злоупотребляют своей ролью» посредника по передаче денег. Руководство «Джойнта» считает, что подобные упрёки — это сопротивление в ответ на попытки повысить прозрачность расходов в спонсируемых организациях.
В Кишинёве после того, как местная еврейская организация передала в дар «Джойнту» принадлежащее ей здание, оно было реконструировано и сдано в аренду, в том числе арендную плату потребовали с бывших хозяев. По данному поводу прошёл судебный процесс. Кроме того, в 2010 году пресса публиковала документы, обвиняющие сотрудников «Джойнта» в финансовых махинациях и подкупе судьи в Молдове. В Киеве «Джойнт» планировал построить общинный центр на территории Бабьего Яра и отказался от проекта после массовых протестов. В результате ряда крупных конфликтов в феврале 2008 года подал в отставку финансовый директор и заместитель директора программ «Джойнта» в странах СНГ Эли Малки.
«Джойнт» упрекают также в эгоцентрической позиции и имитации успешной работы, которая рассчитана на спонсоров, а не на реальные нужды еврейских общин.

## Руководство
См. также категорию Сотрудники «Джойнта»
Президентом «Джойнта» с 3 января 2024 года является Энни Сандлер, а исполнительным директором с 16 июля 2021 года — Ариэль Цванг.
Список высших руководителей «Джойнта» с момента создания и до сегодняшнего дня:
| Руководитель                                | Должность    | Годы                 |
| ------------------------------------------- | ------------ | -------------------- |
| Феликс Варбург                              | Председатель | 1914—1932            |
| Пол Бэрвальд                                | Председатель | 1932—1940, 1944—1945 |
| Эдвард Варбург                              | Председатель | 1941—1943, 1946—1965 |
| Луис Бройдо                                 | Председатель | 1966—1971            |
| Эдвард Гинзберг (англ. Edward Ginsberg)     | Председатель | 1972—1974            |
| Джек Вейлер                                 | Председатель | 1975—1977            |
| Дэвид Робинсон (англ. David M. Robinson)    | Президент    | 1978—1980            |
| Генри Тауб                                  | Президент    | 1981—1984            |
| Хайнц Эпплер (англ. Heinz Eppler)           | Президент    | 1985—1988            |
| Сильвия Хассенфельд                         | Президент    | 1989—1992            |
| Милтон Вульф                                | Президент    | 1993—1996            |
| Джонатан Колкер (англ. Jonathan W. Kolker)  | Президент    | 1997—2000            |
| Юджин Рибаков (англ. Eugene J. Ribakoff)    | Президент    | 2001—2004            |
| Эллен Хеллер (англ. Ellen M. Heller)        | Президент    | 2004—2008            |
| Ирвинг Смоклер (англ. Irving Smokler)       | Президент    | 2008 — 2012          |
| Пенни Блюменштейн (англ. Penny Blumenstein) | Президент    | 2012 — 2016          |
| Стэнли Рабин (англ. Stanley Rabin)          | Президент    | 2016 — 2024          |
| Энни Сандлер (англ. Annie Sandler)          | Президент    | 2024 — наст. вр.     |

За всю историю существования «Джойнта» 43 сотрудника этой организации погибли, выполняя свою работу. Кроме упомянутых выше Израиля Фридландера, Бернарда Кантора, Самуила Любарского, Иезекииля Гроера и Чарльза Джордана, известность получили также убитые в Варшавском гетто директор польского отделения «Джойнта» Исаак Гитерман и Эммануэль Рингельблюм, летописец гетто.

## Видео
- Еврейское ТВ. Программа: «Джойнт»
- The American Jewish Distribution Committee - Touches Million на YouTube (англ.)
- Видеоканал JDC Next Generation на YouTube (англ.)
- Видеоканал JDC Israel на YouTube (англ.), (иврит)